# Course sur route individuelle masculine de cyclisme sur route aux Jeux olympiques d'été de 1924
Navigation
Anvers 1920 Amsterdam 1928
La course sur route individuelle masculine de cyclisme sur route, épreuve de cyclisme des Jeux olympiques d'été de 1924, a lieu le 23 juillet 1924 à Paris.
Elle consiste en une course contre-la-montre de 188 km autour du Stade de Colombes.
Pour les pays comptant au moins quatre participants, les temps de leurs quatre meilleurs coureurs lors de cette course sont additionnés afin de réaliser le classement de la course par équipes.
| Rang                                | Cycliste             | Pays            | Temps           |
| ----------------------------------- | -------------------- | --------------- | --------------- |
| Médaille d'or, Jeux olympiques      | Armand Blanchonnet   | France          | 6 h 20 min 48 s |
| Médaille d'argent, Jeux olympiques  | Rik Hoevenaers       | Belgique        | 6 h 30 min 27 s |
| Médaille de bronze, Jeux olympiques | René Hamel           | France          | 6 h 30 min 51 s |
| 4                                   | Gunnar Sköld         | Suède           | 6 h 33 min 36 s |
| 5                                   | Albert Blattmann     | Suisse          | 6 h 34 min 9 s  |
| 6                                   | Alphonse Parfondry   | Belgique        | 6 h 35 min 57 s |
| 7                                   | Erik Bohlin          | Suède           | 6 h 36 min 12 s |
| 8                                   | Georges Wambst       | France          | 6 h 38 min 34 s |
| 9                                   | André Leducq         | France          | 6 h 39 min 16 s |
| 10                                  | Jean Van Den Bosch   | Belgique        | 6 h 40 min 31 s |
| 11                                  | Henry Kaltenbrunn    | Afrique du Sud  | 6 h 41 min 34 s |
| 12                                  | Ardito Bresciani     | Italie          | 6 h 41 min 39 s |
| 13                                  | Cor Heeren           | Pays-Bas        | 6 h 41 min 50 s |
| 14                                  | Otto Lehner          | Suisse          | 6 h 43 min 39 s |
| 15                                  | Antonio Negrini      | Italie          | 6 h 48 min 9 s  |
| 16                                  | Fernand Saivé        | Belgique        | 6 h 48 min 46 s |
| 17                                  | Ragnar Malm          | Suède           | 6 h 49 min 53 s |
| 18                                  | Nello Ciaccheri      | Italie          | 6 h 50 min 10 s |
| 19                                  | Jan Maas             | Pays-Bas        | 6 h 51 min 5 s  |
| 20                                  | Luigi Magnotti       | Italie          | 6 h 53 min 25 s |
| 21                                  | Georg Antenen        | Suisse          | 6 h 53 min 27 s |
| 22                                  | Andy Wilson          | Grande-Bretagne | 6 h 53 min 52 s |
| 23                                  | Eric Pilcher         | Grande-Bretagne | 6 h 54 min 2 s  |
| 24                                  | Dave Marsh           | Grande-Bretagne | 6 h 56 min 52 s |
| 25                                  | Georges Schiltz      | Luxembourg      | 7 h 0 min 34 s  |
| 26                                  | Philippus Innemee    | Pays-Bas        | 7 h 4 min 32 s  |
| 27                                  | Nic Rausch           | Luxembourg      | 7 h 4 min 46 s  |
| 28                                  | Fritz Bossi          | Suisse          | 7 h 5 min 43 s  |
| 29                                  | Martinus Vlietman    | Pays-Bas        | 7 h 7 min 32 s  |
| 30                                  | Cosme Saavedra       | Argentine       | 7 h 9 min 16 s  |
| 31                                  | Luis de Meyer        | Argentine       | 7 h 14 min 10 s |
| 32                                  | Antonín Perič        | Tchécoslovaquie | 7 h 14 min 47 s |
| 33                                  | John Boulicault      | États-Unis      | 7 h 15 min 51 s |
| 34                                  | Samuel Hunter        | Grande-Bretagne | 7 h 16 min 35 s |
| 35                                  | Ðuro Dukanović       | Yougoslavie     | 7 h 17 min 23 s |
| 36                                  | Sidney Ramsden       | Australie       | 7 h 18 min 23 s |
| 37                                  | Josip Kosmatin       | Yougoslavie     | 7 h 18 min 24 s |
| 38                                  | Ahrensborg Claussen  | Danemark        | 7 h 19 min 16 s |
| 39                                  | Louis Pesch          | Luxembourg      | 7 h 19 min 51 s |
| 40                                  | Karel Červenka       | Tchécoslovaquie | 7 h 20 min 20 s |
| 41                                  | Koloman Sović        | Yougoslavie     | 7 h 21 min 35 s |
| 42                                  | Jean-Pierre Kuhn     | Luxembourg      | 7 h 22 min 12 s |
| 43                                  | José Zampicchiatti   | Argentine       | 7 h 24 min 17 s |
| 44                                  | Antonín Charvát      | Tchécoslovaquie | 7 h 26 min 9 s  |
| 45                                  | Ignatius Gronkowski  | États-Unis      | 7 h 34 min 41 s |
| 46                                  | Mohamed Madkour      | Égypte          | 7 h 35 min 38 s |
| 47                                  | Ilmari Voudelin      | Finlande        | 7 h 41 min 3 s  |
| 48                                  | Oswald Miller        | Pologne         | 7 h 46 min 56 s |
| 49                                  | Gustav Hentschel     | États-Unis      | 7 h 52 min 59 s |
| 50                                  | Milan Truban         | Yougoslavie     | 7 h 53 min 40 s |
| 51                                  | Mihály Rusovszky     | Hongrie         | 7 h 57 min 49 s |
| 52                                  | Erik Frank           | Finlande        | 8 h 4 min 53 s  |
| 53                                  | Georgi Abadzhiev     | Bulgarie        | 8 h 8 min 35 s  |
| 54                                  | Joe Laporte          | Canada          | 8 h 11 min 22 s |
| 55                                  | Feliks Kostrzębski   | Pologne         | 8 h 14 min 53 s |
| 56                                  | Toivo Hörkkö         | Finlande        | 8 h 18 min 0 s  |
| 57                                  | Mikhail Klaynerov    | Bulgarie        | 8 h 23 min 18 s |
| 58                                  | Victor Hopkins       | États-Unis      | 8 h 29 min 2 s  |
| 59                                  | Kazimierz Krzemiński | Pologne         | 8 h 40 min 18 s |
| 60                                  | Ferenc Steiner       | Hongrie         | 8 h 42 min 14 s |
| R                                   | Juozas Vilpišauskas  | Lituanie        | abandon         |
| R                                   | Anton Collin         | Finlande        | abandon         |
| R                                   | Erik Andersen        | Danemark        | abandon         |
| R                                   | Mikhail Georgiev     | Bulgarie        | abandon         |
| R                                   | Isakas Anolikas      | Lituanie        | abandon         |
| R                                   | František Kundert    | Tchécoslovaquie | abandon         |
| R                                   | Julio Polet          | Argentine       | abandon         |
| R                                   | Erik Bjurberg        | Suède           | abandon         |
| R                                   | Atanas Atanasov      | Bulgarie        | abandon         |
| R                                   | Wiktor Hoechsmann    | Pologne         | abandon         |
| R                                   | Ahmed Salem Hassan   | Égypte          | abandon         |